# 韓國耀
韓國耀，中華民國外交官。畢業於國立政治大學政治學系學士、外交研究所碩士，曾任外交部北美司科員、駐英國台北代表處主事、駐芬蘭臺北代表處秘書、外交部領事事務局科長、駐印尼臺北經濟貿易代表處秘書、外交部領事事務局專門委員、駐泰國台北經濟文化辦事處參事、外交部領事事務局文件證明組長等職務，現任駐胡志明市台北經濟文化辦事處總領事銜處長。

## 職業生涯
2022年8月，由於臺灣民眾被騙到柬埔寨求職遭囚禁虐待事件頻傳，中國國民黨籍立法委員鄭正鈐、洪孟楷、吳斯懷前往柬埔寨救援受困民眾，期間與駐胡志明市辦事處長韓國耀共同召開記者會。韓國耀表示，外交部已在5月責成駐胡志明市辦事處成立柬埔寨救援專案小組，由他本人帶領駐處人員，統籌協助營救受困的民眾，對於立委關切人力不足的部分，外交部也會隨時調整人力，提升駐處急難救助的能量。